# Bonte lijster
De bonte lijster (Ixoreus naevius synoniem: Zoothera naevia) is een zangvogel uit de familie lijsters (Turdidae) en het monotypische geslacht Ixoreus. De vogel komt voor in Noord-Amerika.

## Kenmerken
De bonte lijster is 20–26 cm lang. De vogel is iets kleiner en lijkt wat robuuster dan de roodborstlijster die ongeveer dezelfde verspreiding heeft. Het dier bezit een bonte afwisseling van kleuren in het verenkleed. De borst is vooral oranje en de vleugels bevatten afwisselend zwart, wit en oranje. Deze lijster heeft een wenkbrauwstreep met gekuifde, lichtoranje veertjes. De oorstreek is donker en verder heeft de vogel een donkere borstband.

## Verspreiding en leefgebied
De bonte lijster is een trekvogel die 's zomers broedt in het westen van de Verenigde Staten (tot in Alaska) en Canada. Vogels in het noorden van het verspreidingsgebied trekken in de winter naar het zuiden tot in Mexico.
De soort telt vier ondersoorten:
- I. n. meruloides: zuidelijk Alaska en noordwestelijk Canada.
- I. n. naevius: van zuidoostelijk Alaska en westelijk Canada tot de westelijk-centrale Verenigde Staten.
- I. n. carlottae: Haida Gwaii.
- I. n. godfreii: van binnenlands westelijk Canada tot de binnenlandse noordwestelijke Verenigde Staten.

De vogel komt als uiterst zeldzame dwaalgast voor in West-Europa en werd als zodanig in IJsland (2004) en Groot-Brittannië (1982) gespot.

## Status
De bonte lijster heeft een groot verspreidingsgebied en daardoor alleen al is de kans op de status kwetsbaar (voor uitsterven) gering. De grootte van de populatie is niet gekwantificeerd, maar gaat in aantal achteruit. Echter, het tempo ligt onder de 30% in tien jaar (minder dan 3,5% per jaar). Om deze redenen staat de bonte lijster als niet bedreigd op de Rode Lijst van de IUCN.